# I. e. 83
Évszázadok: i. e. 2. század – i. e. 1. század – 1. század
Évtizedek: i. e. 130-as évek – i. e. 120-as évek – i. e. 110-es évek – i. e. 100-as évek – i. e. 90-es évek – i. e. 80-as évek – i. e. 70-es évek – i. e. 60-as évek – i. e. 50-es évek – i. e. 40-es évek – i. e. 30-as évek
Évek: i. e. 88 – i. e. 87 – i. e. 86 – i. e. 85 –  i. e. 84 – i. e. 83 – i. e. 82 – i. e. 81 – i. e. 80 – i. e. 79 –  i. e. 78

## Események

### Róma
- Lucius Cornelius Scipio Asiaticust és Caius Norbanust választják consulnak.
- Sulla visszatér Itáliába. Brundisiumban partra száll, majd a Via Appián ellenállás nélkül Campaniába vonul.
- A Capitoliumon leég a Jupiter-templom és megsemmisülnek a Szibilla-könyvek, amelyet a legenda szerint még Róma utolsó királya, Tarquinius Superbus szerzett és azóta alapvető szerepük volt a vallási jósjelek értelmezésében.
- Sulla a tifata-hegyi csatában legyőzi Norbanus consult, aki visszavonul Capuába. Scipio Asiaticus is Sulla ellen vonul, de katonái nem akarnak polgártársaik, az ázsiai háború veteránjai ellen harcolni és átállnak Sulla oldalára, a consul pedig tárgyalások után visszavonul.
- A köztársaság több fontos politikusa, mint Quintus Caecilius Metellus Pius vagy Marcus Licinius Crassus Sulla oldalára áll; a 23 éves, de dúsgazdag Cnaeus Pompeius Magnus pedig apja veteránjaiból magánhadsereget toboroz a számára.
- Scipio Asiaticus egy újonnan toborzott hadsereggel Pompeiust akarja megtámadni, de katonái ismét fellázadnak és átállnak az ellenséghez.
- Sulla Asiában hagyott legatusa, Lucius Licinius Murena úgy véli, hogy VI. Mithridatész pontoszi király fel akarja újítani a nemrég befejezett háborút és megtámadja annak egyik határvárosát, Komanát, kiprovokálva ezzel a második mithridatészi háborút.

### Közel-Kelet
- Antiokheia lakói beleunva a folyamatos polgárháborúba, behívják II. Tigranész örmény királyt, aki elfoglalja Észak-Szíriát, majd Kilikiát és Föníciát is, egészen Ptolemaiszig. I. Philipposz Kilikiába menekül, ahol valószínűleg megölik. A Szeleukida Birodalom gyakorlatilag megszűnik létezni.
- Alexandrosz Iannaiosz júdeai király hódító hadjáratokat indít a Jordánon túlra a Golán-fennsíkra és Dél-Szíriába.

## Születések
- Marcus Antonius, római politikus és hadvezér

## Halálozások
- I. Philipposz Philadelphosz, szeleukida király

## Fordítás
- Ez a szócikk részben vagy egészben  a(z)   83 av. J.-C. című francia Wikipédia-szócikk ezen változatának fordításán alapul.  Az eredeti cikk szerkesztőit annak laptörténete sorolja fel. Ez a jelzés csupán a megfogalmazás eredetét és a szerzői jogokat jelzi, nem szolgál a cikkben szereplő információk forrásmegjelöléseként.